# Helmut Newton

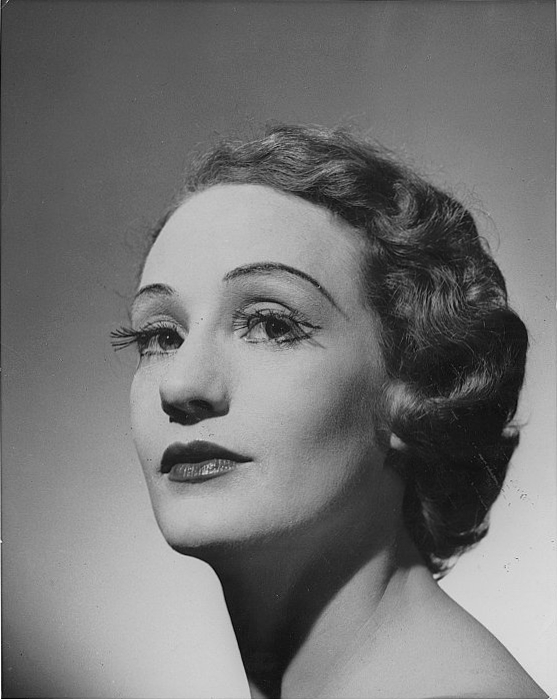
Helmut Newton: Portrét Laurel Martynové (1952)

Muzeum Helmuta Newtona v Berlíně

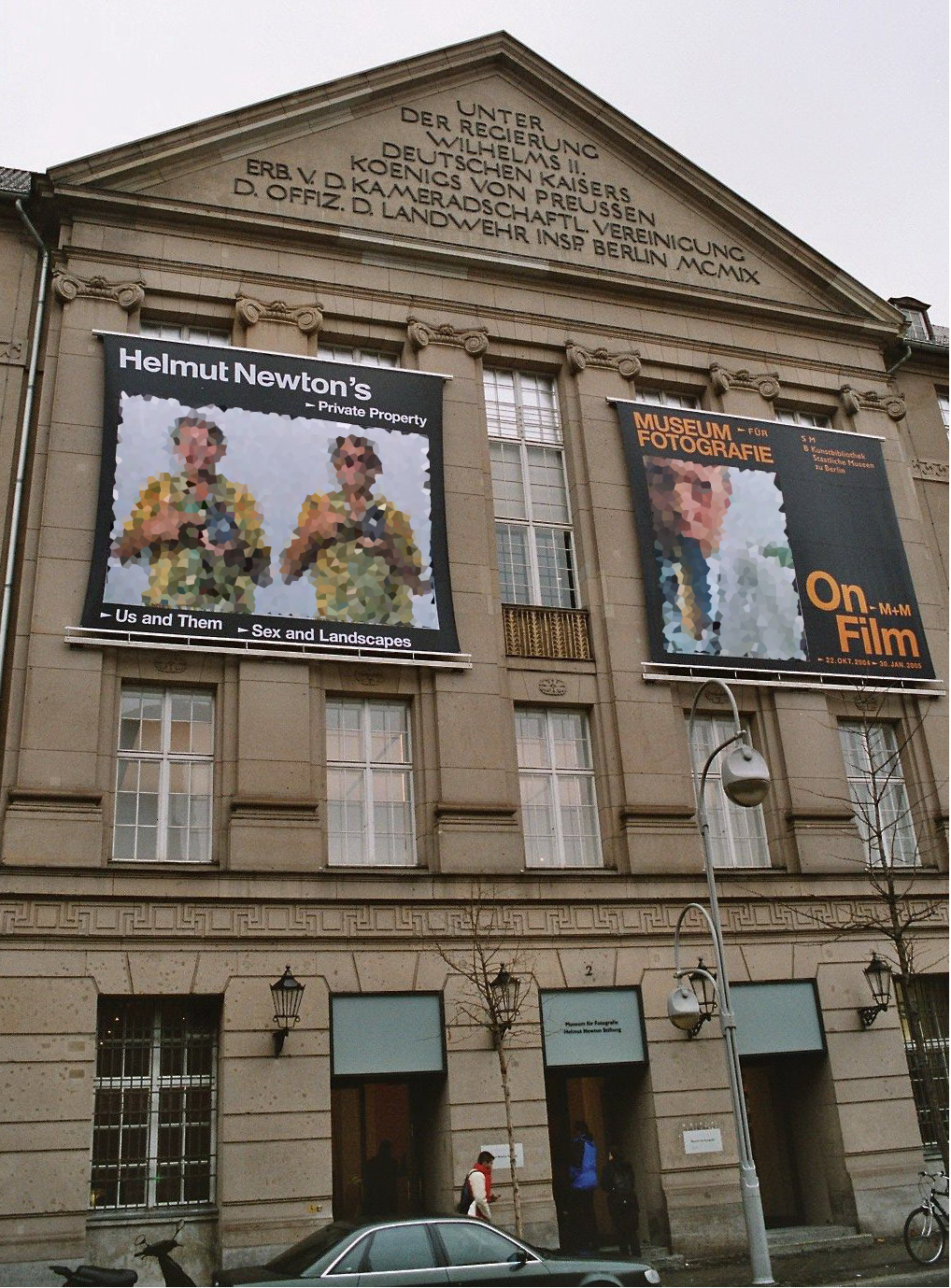
Berlín, Landwehrkasino, 2004

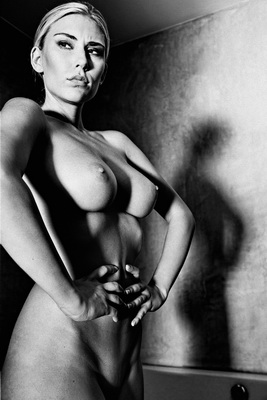
Adolf Zika: Pocta Helmutu Newtonovi, 2010, inspirace dílem Helmuta Newtona

Helmut Newton (31. října 1920, Berlín, Německo – 23. ledna 2004, Los Angeles, USA) byl německý fotograf, který se proslavil především erotickými módními fotografiemi pro časopis Vogue a celou řadu dalších časopisů.

## Život a kariéra fotografa

### Život v Berlíně, 1920–1932
Helmut Newton, původním jménem Helmut Neustädter, se narodil 31. října 1920 v berlínské městské části Schöneberg. Pocházel z dobře situované židovské rodiny. Jeho matka Claire se po smrti svého prvního muže provdala za Maxe Neustädtera, který pocházel z chudé slezské rodiny. Po prvním muži převzala továrnu na knoflíky a přezky na opasky. Helmutův bratr Hans byl synem z prvního manželství, Helmut z druhého.
Jako malý byl Helmut velice rozmazlován, z čehož vyplývá jeho neschopnost se soustředit delší dobu na konkrétní věc (neustále střídal zájmy, jako malé dítě hračky, u ničeho nevydržel déle než 3 dny). Jeho maminka ho stylizovala jako dívku a malý Helmut nosil dlouhou dobu účes jako páže. Otec se nakonec rozhodl sám zakročit a z Helmuta udělat muže. Nechal ho ostříhat a přihlásil ho na gymnastiku a plavání, které se později stalo jeho vášní.
V útlém věku měl také přístup k časopisům svého bratra – Das Magazin, který obsahoval nahé modelky, jejichž popisovanou vizáž (vysoké úzké podpatky) lze nalézt na mnoha Newtonových fotografiích (v jeho rekvizitách, které často při focení používal, najdeme také lesklé černé dámské boty na velmi vysokém podpatku). Jeho první emotivnější zážitek, jímž se nechal později inspirovat, byla slavná Červená Erna, známá berlínská prostitutka s rudými vlasy a vysokými červenými jezdeckými botami, kterou mu ukázal při jedné vycházce jeho bratr. Mezi další inspirace patřily knihy od Arthura Schnitzlera nebo Stefana Zweiga, plné erotických náznaků. Helmutův otec tyto knihy uzamykal v domácí knihovně, avšak Helmut si k nim cestu našel.
Helmut Newton našel vztah k fotografii již ve svém mládí jako student reálného gymnázia. Svůj první fotoaparát Agfa Box Tengor si pořídil v roce 1932. První snímky z tohoto fotoaparátu vznikly v podzemní dráze, poslední fotografie však byla vyfocena na povrchu (snímek věže), a ta byla rozhodujícím okamžikem pro kariéru fotografa. Kolem roku 1933 pravidelně v novinách Berliner Illustrierten Zeitung obdivoval snímky Martina Munkácsiho nebo Heinze Perckhammera, konkrétně fotografie modelek v BMW. Sám vyhledával knihy a časopisy, aby se mohl vzdělávat v oboru fotografie. V té době byl velice známým fotograf Brassaï, jehož tvorbu také Newton zaznamenal a pokoušel se fotografovat noční Berlín.
Newton nikdy neskrýval svou sexuální náruživost v mladších letech. Za zmínku stojí, že ponechával nebo nechával přimalovávat modelkám pod očima kruhy, protože se tehdy věřilo, že jsou projevem nadměrného masturbování.
Krátce pracoval jako poslíček pro dva fotografy, kteří pracovali pro noviny. V roce 1934 vyšly Norimberské zákony a Helmut musel z reálného gymnázia odejít. Začal navštěvovat Americkou školu v Berlíně. Ta donutila Helmuta rychle se přizpůsobit studiu v angličtině; tehdy nemohl tušit, že tento jazyk mu bude v budoucnu tak užitečný. Ukázalo se však, že jeho vztah k fotografií (a též dívkám) byl mnohem silnější než škola. Ze školy nakonec odešel a rozhodl se stát kameramanem u jednoho příbuzného v Londýně, s čímž jeho otec nesouhlasil, a proto se nakonec rozhodl pro dráhu fotografa. Život Židů se přiostřil a jeho otec se dostal do potíží s továrnou.

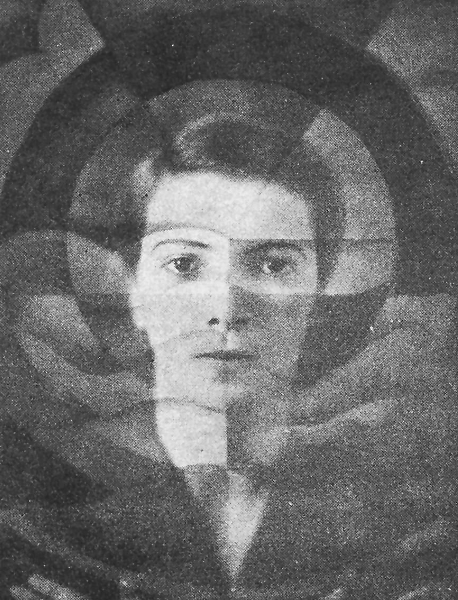
Yva, autoportrét, asi 1927

Kvůli emigraci podstoupilo mnoho Židů programy dalšího vzdělávání. Aby Helmut mohl vykonávat své řemeslo, nastoupil jako učedník u známé berlínské fotografky Yvy (Else Simonové). Yva fotografovala portréty nebo módní fotografie. Fotografie Palomy Picassové vznikla v souvislosti s dívkou, která pracovala v laboratoři u Yvy a nosívala monokl, jenž Helmuta velmi zaujal. Tento monokl patří jako jiné předměty do rekvizit, které často s sebou nosíval Helmut na focení. Ateliér Yvy byl učedníkům večer po práci k dispozici. Tady Helmut fotografoval své přítelkyně, ustrojené podle módních časopisů a přál se stát fotografem slavného časopisu Vogue. Zhruba po roce a půl nemusel Helmut díky své píli za učení už platit, ale sám dostával od studia malé kapesné. Osud Yvy jako Židovky však na rozdíl od Helmuta Newtona skončil tragicky – v koncentračním táboře.

### Emigrace v roce 1938 – Singapur
Newton měl veliké štěstí a získal pas, aby mohl vycestovat. V osmnácti letech se vydal na cestu do Číny. Kvóty na přijímání Židů v Anglii a Americe byly vyčerpány, jediná země, která přijímala, byla Čína. Loď však cestou zakotvila v Singapuru, kde komise vybírala novou pracovní sílu na základě dovedností a vzdělání. Newton byl vybrán a začal pracovat jako fotograf pro noviny Straits Times. Tam se mu však nedařilo a brzy ho propustili. Jeho partnerkou se stala o mnoho starší členka komise Josette Fabienová. Ta pomohla Helmutovi otevřít si ateliér v obchodním domě Robinson's, aby se mohl živit jako portrétní fotograf. Více než fotografii se však Helmut oddával své o mnoho let starší milence, která si na něj po čase začala dělat příliš velké nároky, což Helmuta odrazovalo.

### Austrálie, 1940–1956
Válka začala hrozit i v Singapuru, proto byli Židé internováni do tábora Tatura One v Austrálii. Život v táboře byl pro Helmuta relativně pohodlný. Po dvou letech byl spolu s dalšími internovanými propuštěn a pracoval jako sběrač broskví v Sheppartonu ve Viktorii. Po sklizni neměl příliš na vybranou a byl nucen se v Melbourne přihlásit do armády. Dosud byl Helmutův život více zábavou než povinnostmi, a ani služba v armádě nebyla výjimkou, jak popisuje ve svém životopise. V roce 1946 když opouštěl australskou armádu, se rozhodl, že si kvůli vysněné kariéře změní jméno z Neustaedter na Newton.
Po nějakou dobu se snažil prorazit jako umělecký fotograf nabízením svých fotografií v obchodech s oblečením. Později, již ženatý s June, fotografoval portréty a svatby. Jeho žena mu vypomáhala v kanceláři s prodejem. Po nějaké době začal s módními fotografiemi a snímky pro katalogy, avšak obchodu se moc nedařilo, protože fotografie musely odrážet trendy z Ameriky a nebylo možné rozvíjet vlastní styl. Příležitost na sebe nedala dlouho čekat a Helmut dostal nabídku na vydání anglického Vogue v Austrálii a v roce 1956 mu byla nabídnuta dokonce jednoletá smlouva nezávislého spolupracovníka Vogue v Londýně.
Helmut Newton v té době v roce 1950 pořídil portrét své ženy June, jako modelky s kloboukem týdne Hat of the Week pro Myer's Department Store.

### Londýn a Paříž – Vogue, Jardin des Modes, 1957–1959
Helmut s June se odstěhovali do Evropy, kde začala jeho kariéra ve Vogue. Začátky pro něj nebyly lehké, se svými fotografiemi nebyl spokojen ani on, ani redakce, a tak dostával k focení rubriky s modelkami, které mu osobně ani moc neimponovaly. Počáteční neúspěchy lze připisovat i jeho velké nechuti k Londýnu, která vyvrcholila odjezdem do Paříže. V Paříži dostal nabídku pracovat v Jardin des Modes (vydavatelství Condé Nast), v té době nejrevolučnějším módním časopise v Evropě. V roce 1957 pracoval v Berlíně pro časopis Constanze, aby mohli nadále vést se ženou nákladnější život v Paříži. Práce pro Constanze byla velmi náročná, ale Helmut věděl, že aby se mohl prosadit jako významný módní fotograf, musí nejprve pracovat jako redakční fotograf v časopise.

### Návrat do Austrálie, 1959–1961
Velkou oporou pro Helmuta byla jeho žena June, která ho nikdy nezrazovala v jeho práci. Začátkem roku 1959 odjel Helmut zpět do Austrálie, kde pracoval pro australské vydání Vogue, jeho žena jako herečka dostala pracovní nabídku v Londýně, po půl roce následovala Helmuta do Austrálie. Dva roky uplynuly a Helmut se rozhodl vrátit do Paříže, protože si byl vědom toho že v Austrálii kariéru fotografa neuskuteční. Nebyl se svou prací stále spokojen i přesto, že se mu s partnerem Henrym Talbotem velmi dařilo. Navzdory jeho nepostradatelnosti v australském Vogue odjel Helmut do Evropy naplnit svůj sen.

### Průlom v kariéře, Paříž – Vogue, 1961–1981
V Paříži pracoval pro francouzské vydání Vogue. Jeho provokativní erotické snímky často se sadomasochistickými nebo fetišistickými podtexty byly i přes svou odvážnost úspěšné. Občas také pracoval pro londýnskou pobočku Vogue a kromě jiného fotografoval i pro módní časopis Queen. Časem získal v oboru jméno a byl uváděn jako autor fotografií, čehož by jako reklamní fotograf nikdy nedosáhl. Vzhledem k práci v různých konkurenčních časopisech a okolnostem z toho vyplývajícím byl po sporu se šéfredaktorkou francouzského Vogue v roce 1964 z časopisu propuštěn. Další pracovní nabídku získal v Elle, po dvou letech práce se však do Vogue vrátil, neboť tam došlo ke změně šéfredaktora. Jeho žena díky tomu, že dokázala nemocného Helmuta zastoupit při jedné důležité zakázce, ho v 70. letech následovala v profesi fotografky.

### Práce pro Vogue v New Yorku 1965–1973
V roce 1965 dostal Helmut nabídku pracovat pro pobočku Vogue v New Yorku. Nabídka z New Yorku byla velkou výzvou pro ještě ne tolik známého fotografa, který si tak mohl vydobýt slávu, o níž tolik snil. Přístup americké šéfredaktorky paní Vreelandové však byl poněkud jiný, než na jaký byl Helmut zvyklý z Evropy. Často se musely snímky předělávat, a práce v ateliéru pro něho byla utrpením (velice rád pracoval venku). Dva roky se pokoušel vyhovět náročným přáním paní Vreelandové, ale nakonec s prací pro americký Vogue skončil.
O několik let později, v roce 1971, se rozhodl pracovat znovu pro americký Vogue, tentokrát pro šéfredaktora Alexandra Libermana. Musel se přizpůsobit americkému stylu fotografie a být mnohem střídmější; zatímco evropská společnost přijímala Helmutovy fotografie s nadšením, v americkém prostředí procházely jeho fotografie vlastně cenzurou. V té době měl již zdravotní potíže. Posedlost slávou a penězi ho nutila často tvrdě pracovat beze spánku a za konzumace velkého množství tvrdých cigaret a kávy. Následkem byla těžká mrtvice. Nezlomen fyzicky se ovšem s novým zápalem vrhl do práce – ještě poměrně slabý se dal do focení spodního prádla v hotelovém pokoji, kde bydlel.
V roce 1972 byl Helmut znovu hospitalizován kvůli katetrizaci srdce. Při zákroku bylo zjištěno, že Helmut trpí srdeční arytmií, což ho v práci samozřejmě výrazně omezovalo. Rok nato podstoupil léčbu elektrošoky, které arytmii na čas vyléčily, ovšem zanedlouho se nemoc vrátila.
Zdravotní problémy zásadně ovlivnily tvorbu Helmuta Newtona. V této době vzniklo mnoho snímků se sexuální tematikou. Modelky působily agresivně, rázně, odvážně, byly postaveny do realistického prostředí. Na jeho fotografiích se setkáváme až s jakýmsi skrytým odporem a zároveň chtíčem ve společnosti luxusu a prestiže. „Co se mi zdá zajímavé, funguje ve společnosti s určitým tabu – a módní fotografie je o tomto druhu společnosti,“ říká Newton. Tento nekonvenční přístup přinesl Helmutovi slávu mezi módními fotografy.

### První publikace – White Woman, 1976
V roce 1976 byla vydána publikace White Woman, která nesla Helmutovo jméno. Kniha svým obsahem byla v té době nezvyklá, vycházela z výběru snímků vytvořených v této době a v souvislosti s ní přišel nový pojem – pornografická elegance. Navzdory negativní recenzi amerického publicisty, která vyšla, se prodalo v Americe za první týden 1500 výtisků. Následovala řada dalších knih a katalogů. Helmut Newton’s Illustrated – Newtonův vlastní časopis, jehož šéfredaktorkou byla jeho žena June, byla vydána ve čtyřech výtiscích a mají dnes sběratelskou hodnotu.

### Monte Carlo, 1981–2004
V roce 1981 zažádal Newton se svou ženou o monacké občanství, které se jim podařilo získat a odstěhovali se do Monte Carla. V té době musela jeho žena June podstoupit operaci, což bylo pro sobeckého, v mládí velice rozmazlovaného Helmuta obrovským utrpením. Helmut všechno neustále fotografoval, i June při hospitalizaci. Fotoaparát byl pro něj bariérou mezi ním a realitou před objektivem, jak říkával. Tehdy si uvědomil, co pro něj jeho žena znamená, kolik mu dodávala po celou dobu síly. Musel užívat antidepresiva. Ta mu však pomohla se znova postavit na nohy a pokračovat v práci. Přišla nabídka z italského Vogue. Ve věku 79 let stále pokračoval ve své profesi, a to nejen pro Vogue.
Dne 24. ledna 2004 podlehl Helmut Newton ve věku 83 let následkům automobilové nehody, kdy se snažil se svým Cadillacem vyhnout na Sunset Boulevardu protijedoucímu autu a narazil do zdi. Newton odjížděl z hotelu Marmont, který mu několik let sloužil jako rezidence v Jižní Kalifornii. Jeho ostatky jsou pohřbeny na Státním hřbitově III, Berlin-Schöneberg, Stubenrauchstraße 43-45.
Je mi fuk, že se to lidem nelíbí, hlavně že se to líbí mně.

## Ohlédnutí za prací Helmuta Newtona
Většina fotografií byla pořízena dvěma fotoaparáty Canon z roku 1991, kromě nich užíval i polaroidový přístroj. Helmut Newton velice nerad pracoval ve studiu a studia pouze pronajímal. Na focení využíval ponejvíce pětisetwatovou žárovku a mnoho různých baterek na noční snímky. Veškeré své nápady si zapisoval. Při přípravě focení byl naprosto precizní a často se připravoval na jedno focení mnoho dní. Náklady však zůstávaly většinou nízké.
Helmutova sláva se tu a tam neobešla bez prohřešků. Při fotografování pro francouzský Vogue krátce po stavbě berlínské zdi se mu podařilo na jedné fotografii zachytit pamětní desku mladíka, který se snažil přes zeď uprchnout, byl však postřelen a vykrvácel. Po vydání Vogue vypověděly časopisu všechny německé firmy smlouvy na reklamy a modelka, která pózovala, nesehnala v souvislosti s těmito fotografiemi práci; také pózující policisté byli propuštěni. Tehdejší šéfredaktorka Vogue však Helmutovi nic nevyčítala.
Práce pro Vogue byla potěšením i utrpením – neustálé vymýšlení nových témat, kde se fantazii meze nekladou; fotografování přílohy, která obsahovala 250–300 modelů šatů; módní přehlídky ad. 23 let fotil Helmut Newton pro Vogue. Kromě Vogue pracoval také například pro Elle, Marie Claire, Queen, Nova, Playboy nebo Stern.
Při realizaci zakázky využíval Helmut Newton také čas ke své soukromé práci. Zákazníkům předkládal pak všechny fotografie, ale samozřejmě že jeho soukromý archív tvořily nakonec v mnohem větší míře jeho soukromé práce než části realizovaných zakázek.
Jeho práce poukazuje na to, jak byl Newton fascinován ženami. Na jeho fotografiích najdeme ženy jako prostitutky, ženy jako muže. Veškerá tato inspirace pramení z Newtonova zájmu o ženy, o sexualitu, noční život prostitutek nebo i o kabaretní výstupy transsexuálů. Jedná se o část společnosti, kterou za denního světla běžně nespatříme a kterou společnost skrývá; Helmut Newton dokázal tuto její část jakýmsi způsobem přiblížit a nabídnout ji veřejnosti, aby ji přijala. Zároveň však neměl úplně pozitivní vztah k pornografii, byla pro něho hranicí, kterou nechtěl překročit, a přesto se jednou odhodlal nafotit pornografické snímky. Vzhledem ke svému četnému cestování nacházel inspiraci také v různých zemích. Mezi fotografy, kteří jej ovlivnili, patřili Brassaï a doktor Erich Salomon.
Helmutova fantazie neznala mezí. V roce 1966 nafotil pro Queen sérii fotografií modelek stojících v interiéru, zatímco venku se odehrávalo bitevní drama. Tento návrh nebyl však přijat s nadšením. Mezi další připadlo focení umělých pannen z výkladních skříní, sadistické či masochistické náměty inspirované díly Arthura Schnitzlera a Stefana Zweiga, snímky s námětem paparazziú nebo s korzety a sádrovými obvazy, téma „nahá a oblečená“, která v roce 1981 vyvrcholila v sérii fotografií pro francouzský a italský Vogue a řada dalších.
Helmut Newton byl také portrétní fotograf. Nafotil mnoho slavných a významných osobností, také řadu hereckých hvězd, jako je Sigourney Weaver, Catherine Deneuve, Sofia Lorenová nebo Raquel Welchová.
Helmut rád užíval nových technologií nebo se snažil fotografování oživit něčím novým a dosud neužívaným. Tak vznikly pomocí kruhového blesku fotografie modelek s červenýma očima. La Machine de Newton – vynález, pomocí nějž se mohla modelka fotografovat sama. Přístroj se příliš neosvědčil, snímky nepatřily mezi nejlepší.

## Helmut by June
Newtonovi žili v Paříži 27 let a poté se přestěhovali do Monte Carla – na zimu jezdili do Los Angeles na tři měsíce v roce. Jejich životy byly dokumentovány v roce 1995 ve filmu Helmut by June, který vznikl ve spolupráci s francouzskou placenou televizí Canal+. Většinu záběrů dokumentu natočila v 90. letech June pomocí videokamery, kterou původně zakoupila pro svého manžela jako vánoční dárek. Její záznam byl sestříhán do hodinového filmu, který byl uveden ve Francii. Tyto záběry viděl Helmutův přítel, filmový režisér Brett Ratner, který se rozhodl, že jej chce představit americkému publiku. Natočil další dvě minuty s June, jak hovoří o Helmutovi, které přidal jako úvod k filmu; Ratnerova verze měla premiéru v Cinemaxu 30. dubna 2007.

## Nadace Helmuta Newtona
Dne 23. ledna 2004 ztratil Helmut Newton kontrolu nad svým vozem, když opouštěl příjezdovou cestu hotelu Chateau Marmont, narazil do opěrné zdi přes ulici od hotelu. Zemřel krátce po převozu do nemocnice Cedars-Sinai Medical Center. Bylo mu 83 let. V červnu téhož roku byla v Berlíně otevřena Nadace Helmuta Newtona.
Nadace Helmuta Newtona, která je trvale umístěna v Muzeu fotografie v Berlíně, sídlí v budově, která stojí vedle vlakového nádraží, ze kterého Helmut opustil Berlín, aby v roce 1938 unikl nacistům. Newtonovi plánovali otevření nadace těsně před Helmutovou smrtí. Otevření nadace představilo June a Helmutovy portréty z jejich společné publikace Us and Them (My a oni) z roku 1999. Kniha obsahuje portréty, které si June a Helmut pořídili navzájem, stejně jako fotografie, které oba pořídili s některými celebritami.

## Ocenění
Za svou práci získal mnoho ocenění – cenu Tokyo Art Directors' Club, ceny American Institute of Graphic Arts awards a vyznamenání od firmy Kodak za fotografické knihy. V roce 1989 dostal Řád umění a literatury od francouzského ministra kultury. V roce 1990 získal cenu Grand Prix national de la photographie, v roce 1992 získal Záslužný řád od federální spolkové republiky Německo a ocenění od Monaka. V roce 1999 mu udělil magazín Life cenu Life Legend Award for Lifetime Achievement in Magazine Photography, k jeho osmdesátým narozeninám nakladatelství Taschen společně s designérem Philippem Starckem vytvořili monografii nazvanou Sumo, která váží 30 kilogramů a obsahuje 480 stran. Kniha je podepsána samotným Helmutem Newtonem. Jedná se o limitovanou edici 10 000 výtisků a její součástí je speciálně navržený stolek.

## Biografie v datech
- 1920 – narozen v Berlíně jako Helmuth Neustädter v městské části Berlín-Schöneberg
- 1930–1934 – navštěvoval reálné gymnázium Heinricha von Treitschkeho v Berlíně-Schönebergu
- 1934–1935 – Americká škola v Berlíně-Schönebergu
- 1936–1938 – učedník u fotografky Yvy, pravým jménem Else Simonové
- 1938 – cesta do Asie, nalézá práci v Singapuru ve Straits Times
- 1940 – internační tábor v Austrálii, služba 5 let v australské armádě
- 1946 – získává australské občanství a mění si jméno z Neustädter na Newton
- 1947 – potkává June Brunellovou, která mu stojí modelem. O rok později se s ní ožení
- 1956 – odjíždí do Londýna pracovat pro britský Vogue
- 1958 – práce pro Jardin des Modes v Paříži
- 1959 – odjezd zpět do Austrálie, práce pro australský Vogue
- 1961 – opět v Paříži, pracuje pro francouzský Vogue, občas pro jeho londýnskou pobočku a pro Queen
- 1964–1966 – práce pro francouzský Elle
- 1966 – zpět ve francouzském Vogue
- 1970 – June Newtonová (alias Alice Springs) začíná svou kariéru jako fotografka
- 1971 – Helmut Newton prodělává v New Yorku těžký infarkt
- 1975 – první výstava komerčně úspěšného fotografa, první sólo výstava v Nikon gallery v Paříži
- 1976 – první publikace Newtonových fotografií – Bílé ženy (White Women)
- 1981 – Helmut a June se stěhují do Monaka
- 1990 – ocenění francouzským „Grand prix national de la photographie“
- 1992 – ocenění „Officier des Arts, Lettres et Sciences” v Monaku a udělení ceny Záslužný řád Spolkové republiky Německo
- 1996 – uznání „Commandeur de l’Ordre des Arts et Lettres“ francouzským ministrem kultury
- 2000 – retrospektiva na 80. narozeniny v Neue Nationalgalerie v Berlíně, která putuje do Londýna, New Yorku, Tokia, Moskvy, Prahy a dalších měst
- 2003 – souhlas se založením nadace Helmuta Newtona v Berlíně ve spolupráci s Pruskou nadací kulturního dědictví
- 2004 – Helmut Newton umírá v Los Angeles. Nadace Helmuta Newtona je otevřena krátce po jeho smrti